# アルト

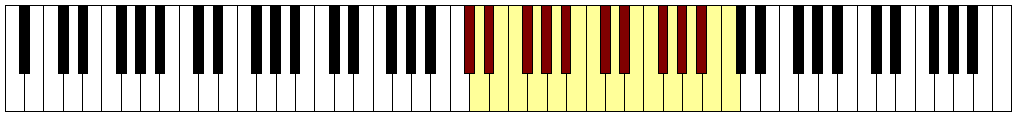
ソプラノ

アルト

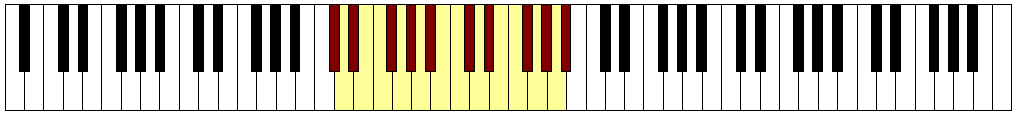
テノール

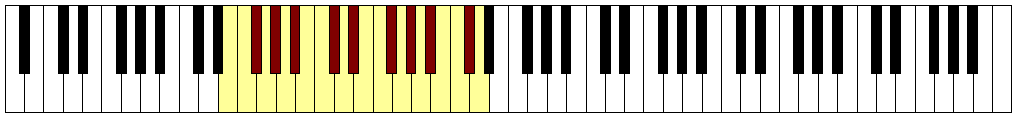
バス

アルト（伊 alto）は、女声の声域（声種）のひとつで、コントラルト（contralto）とも言う。テノールよりも高い音域を指す。現在では女性の低い声を言い、また合唱における女性の低い声部を指す。楽器の名称にも転用され、中声部の楽器に用いられる。

## 名称
イタリア語で「アルト」という語は「高い」という意味であり、本来は（原則として男声の）高音を意味した。古くは教会音楽を女性が歌うことが禁止されていたため、男声のファルセット、カストラート、あるいは声変わり前の少年によって歌われたが、現在では女性が歌うのが普通になっているため、本来の意味とは逆の女性の「低い」音を指すようになった。
中世西洋音楽では上声部に対して持続音部をラテン語の「保持する」という意味の動詞「teneo」から派生した「tenor」の名で呼んだ。アルス・ノーヴァの時代には上声部に対する低声部が複数に増え、tenorに対してもう一つの低声部を「contratenor」と呼んだ。このcontratenorが後に高音の「contratenor altus」と低音の「contratenor bassus」に分かれ、前者がアルト、後者がバスになった。
アルトはまたコントラルトとも呼ばれ、上記の「contratenor altus」の省略に由来すると言われるが、『ニューグローヴ』第2版によるとそうではなく、歴史的にはファルセットによるものを「自然のアルト」としたのに対してカストラートによるものを「コントラルト」と呼んでいたが、後に女性の声にも転用されるようになり、カストラートが消滅した後は女声にのみ用いられるようになったものという。英語圏ではアルトとコントラルトに使い分けがあり、女性の声質としてはコントラルトを使い、合唱の声部にはアルトを用いる。独唱でも男性が歌う場合はアルトということが多い。しかし実際には両者の区別はあいまいである。

## 概要
女声は通常高い方からソプラノ、メゾソプラノ、アルトの3種類に分けられる。おおむねアルト歌手はF3からB5くらいの声域をもつ。日本人のアルト歌手は現在、希少である。記譜は通常ソプラノと同様にト音記号が用いられる。
合唱で女声を2部に分けたときの下の声部の名前にも使われるが、上記の声域のアルトとは区別する必要がある。アルトのパートを歌うのは大部分がアルト歌手ではなくメゾソプラノである。4声体和声や合唱ではG3からE5くらいが用いられる。混声4部合唱ではテノールと合わせて内声、バスと合わせて低声とよばれる。
「アルトの音域の」という意味で楽器名に使われることもある。フランス語ではアルト（alto）がヴィオラを意味する。
記譜法としてのアルト記号については音部記号#ハ音記号を参照。

## アルト独唱の使用
オペラでは、ソプラノやテノール、バリトンやメゾソプラノに比べて主役級の役を演じる機会は少ないが、脇役の中で重要な人物を演じることも多い。どちらかといえば、年輩の人物（ワーグナーの『ニーベルングの指環』におけるエルダ、ムソルグスキーの『ボリス・ゴドノフ』における乳母、マスカーニの『カヴァレリア・ルスティカーナ』におけるルチアなど）を受け持つことが多い。
ミサ曲やオラトリオ、受難曲など宗教曲においては、アルトのための独唱アリアは数多く存在する。
その他のアルト独唱の曲としてブラームスの『ゲーテの「冬のハルツの旅」からの断章』、通称『アルト・ラプソディ』、マーラーの交響曲『大地の歌』などがある。

## 「アルト」の入った楽器名
- アルトフルート
- アルトクラリネット
- アルトサクソフォーン
- アルトトロンボーン
- アルトホルン
- アルトリコーダー
- ヴィオラのフランス語名

## 著名なアルト歌手
- マリアン・アンダーソン（1897年 - 1993年）
- ポーリーヌ・ガルシア＝ヴィアルド
- 川崎静子（1919年 - 1982年）
- エレナ・ゲルハルト
- 佐藤美子（1903年 - 1982年）
- ハンナ・シュヴァルツ
- ナタリー・シュトゥッツマン
- エルネスティーネ・シューマン＝ハインク
- アンネット・一恵・ストゥルナート
- クララメイ・ターナー
- ヘルタ・テッパー
- クララ・バット
- ブリギッテ・ファスベンダー
- ビルギット・フィニレ
- キャスリーン・フェリア
- モーリン・フォレスター
- マルガ・ヘフゲン
- ルイーズ・ホーマー
- 柳兼子（1892年 - 1984年）
- 由利あけみ（1913年 - 2010年）
- 四家文子（1906年 - 1981年）
- 中村由利

## 他の声域
主な声域を高い方から並べる。
- 女声
  - ソプラノ
  - メゾソプラノ
  - アルト
- 男声
  - ソプラニスタ・ボーイソプラノ
  - カウンターテナー
  - テノール
  - バリトン
  - バス